# Монастырка (Амурская область)
Монастырка — упразднённое село в Сковородинском районе Амурской области России. Исключено из учётных данных в 1974 году.

## География
Село располагалось на левом берегу реки Амур в месте впадения в неё реки Нижняя Монастырка, на расстоянии примерно 56 километров (по прямой) к западу от села Джалинда.

## История
Село возникло в 1911 году. По данным на 1916 год почтовая станция Монастырская состояла из 1 двора (население составляло 6 человек) и входила в состав Игнашинского станичного округа Амурского казачьего войска Амурской области.
В 1920-х годах не упоминается.
Решением Амурского исполкома от 7 июня 1974 года № 253, село Монастырка исключено из учётных данных как несуществующее.